# Amata mandarinia
Amata mandarinia är en fjärilsart som beskrevs av Butler 1876. Amata mandarinia ingår i släktet Amata och familjen björnspinnare. Inga underarter finns listade i Catalogue of Life.